# Louis Trichardt
Louis Trichardt, conosciuta anche come Makhado, è una città del nord del Sudafrica nella provincia del Limpopo.
Si trova a circa 44 km a nord del Tropico del Capricorno, sul versante sud dei monti Soutpansberg a circa 1000 m di altitudine s.l.m..
È attraversata dalla Strada nazionale N1 che la collega  con Musina a nord e Polokwane a sud.
È una cittadina piuttosto tranquilla, e si trova ai piedi della catena montuosa dei Soutpansberg.